# 串原村
串原村（くしはらむら）は、岐阜県の南東部にあった村である。2004年10月25日に周辺自治体との合併で自治体名としては消滅。合併後は恵那市の大字として串原が旧村域に設定されている。なお、旧村域の郵便番号(509−78xx)は地区ごとに引き継ぎ設定されている。

## 大字・字
- 大字:無し
- 字:上沢、中沢、下沢、北松林、西松林、上峯、下峯、南松林、西木根、北木根、下大平、上大平、南木根、東木根、北柿畑、南柿畑、戸中、下松本、上松本、福原、森上、大竹、岩倉、相走、大野、船渡、川ケ渡、大簗、閑羅瀬、鹿の瀬、南山、戸中沢、釜井

## 地理
岐阜県の南東端にあり、愛知県に接する。村の面積の8割以上を山林が占める。
村の南部、愛知県との県境を矢作川が流れており、矢作第一ダムによって形成された人造湖である奥矢作湖がある。ダムの背後は急峻な山地（高戸山：794m）であり、川沿いに平坦な土地はほとんど無い。
高戸山の北側、村の中部〜北部は丘陵性の土地であり、起伏に富む。
村の中部にある木根、大平といった集落が、比較的戸数が多く学校もあり村の中心といえるが、
村役場は南西のはずれ、矢作川沿いの川ヶ渡という集落にあった。
愛知県、特に豊田市との結びつきが強く、村内に豊田市のレクリエーションセンターがあった。
- 山：高戸山、高根山
- 河川：矢作川、明智川
- 湖沼：奥矢作湖

### 隣接していた自治体
- 明智町、上矢作町、愛知県東加茂郡旭町、稲武町

## 歴史
- 平安時代から戦国時代末期まで恵那郡遠山荘の一部。岩村城を本拠地とする地頭の遠山氏の分家串原遠山氏が串原城を拠点として統治していた。
- 1572年（元亀3年）12月、甲斐と信濃の武田軍が、遠山氏の本拠地であった岩村城を攻めた際に串原城も落城。
- 江戸時代は岩村藩領。
- 矢作川に橋ができるまで、船渡、川ケ渡、閑羅瀬に渡場があった。
- 1962年に愛知県境を流れる矢作川にダムの建設が始まり、一部の集落が水没することとなり移住が始まる。
- 1971年に矢作ダムが完成。

### 沿革
- 1889年7月1日 町村制の施行により串原村が成立。
- 2004年10月25日 恵那市、岩村町、山岡町、明智町、上矢作町と合併して恵那市となる。

## 神社
- 郷社中山神社 広国押建金日命 創立年月不詳。大和国 金峯神社の分社。
- 上澤八王子神社 天忍穂耳尊・天穂日命・天津彦根命・活津彦根命・熊野櫲樟日命・田心姫・湍津姫・市杵島姫 由緒不詳。

## 寺院
- 黄梅院

## 産業
- 「ヘボ」と呼ばれる蜂の子（クロスズメバチ）を使った村おこしで知られた。

## 教育
- 串原村立串原小学校
- 串原村立串原中学校

### 2004年以前に廃校となった小中学校
- 串原村立本郷小学校（1969年廃校）
  - 串原村立本郷小学校閑羅瀬分校（1963年廃校）
  - 串原村立本郷小学校松本分校（1964年廃校）
- 串原村立本郷中学校（1970年廃校）

## 交通

### 鉄道路線
- 鉄道路線は存在しない。
- 村域へのアクセスは明知鉄道明智駅から村営バス（現・恵那市自主運行バス）

### 道路
県道
- 主要地方道
  - 岐阜県道・愛知県道20号瑞浪大野瀬線
  - 岐阜県道33号瑞浪上矢作線
- 一般県道
  - 岐阜県道403号下明智線
  - 岐阜県道417号串原明智山岡線

## 名所・旧跡・観光スポット・祭事・催事

### 名所
- 奥矢作湖

### 旧跡
- 中山神社 (恵那市)
- 黄梅院

### 祭事・伝統芸能
- 串原歌舞伎
- 中山太鼓

### 資料館
- 串原村郷土館